# Lista över fornlämningar i Falkenbergs kommun (Köinge)
Lista över fornlämningar i Falkenbergs kommun (Köinge) är en förteckning av ett urval av de fornlämningar som finns i Köinge i Falkenbergs kommun.
| Namn                                 | Lämningstyp                 | Tillkomsttid | Historisk indelning | Plats | Läge                 | ID-nr          | Bild                                 |
| ------------------------------------ | --------------------------- | ------------ | ------------------- | ----- | -------------------- | -------------- | ------------------------------------ |
| Köinge 1:1                           | Röse                        |              | Köinge, Halland     |       | 57.047288, 12.586051 | 10147300010001 | Ladda upp en bild av detta fornminne |
| Köinge 2:1                           | Stensättning                |              | Köinge, Halland     |       | 57.047833, 12.582160 | 10147300020001 | Ladda upp en bild av detta fornminne |
| Köinge 2:2                           | Röse                        |              | Köinge, Halland     |       | 57.047711, 12.582343 | 10147300020002 | Ladda upp en bild av detta fornminne |
| Köinge 2:3                           | Röse                        |              | Köinge, Halland     |       | 57.047558, 12.582664 | 10147300020003 | Ladda upp en bild av detta fornminne |
| Köinge 3:1                           | Stensättning                |              | Köinge, Halland     |       | 57.045972, 12.587096 | 10147300030001 | Ladda upp en bild av detta fornminne |
| Köinge 3:2                           | Stensättning                |              | Köinge, Halland     |       | 57.046155, 12.587175 | 10147300030002 | Ladda upp en bild av detta fornminne |
| Köinge 4:1                           | Röse                        |              | Köinge, Halland     |       | 57.049537, 12.585927 | 10147300040001 | Ladda upp en bild av detta fornminne |
| Köinge 4:2                           | Röse                        |              | Köinge, Halland     |       | 57.049435, 12.585377 | 10147300040002 | Ladda upp en bild av detta fornminne |
| Köinge 7:1                           | Stensättning                |              | Köinge, Halland     |       | 57.055043, 12.600335 | 10147300070001 | Ladda upp en bild av detta fornminne |
| Köinge 7:2                           | Stensättning                |              | Köinge, Halland     |       | 57.055172, 12.600571 | 10147300070002 | Ladda upp en bild av detta fornminne |
| Köinge 7:3                           | Stensättning                |              | Köinge, Halland     |       | 57.054932, 12.600092 | 10147300070003 | Ladda upp en bild av detta fornminne |
| Köinge 9:1                           | Hög                         |              | Köinge, Halland     |       | 57.040633, 12.621294 | 10147300090001 | Ladda upp en bild av detta fornminne |
| Köinge 10:1                          | Hög                         |              | Köinge, Halland     |       | 57.041254, 12.635532 | 10147300100001 | Ladda upp en bild av detta fornminne |
| Köinge 11:1                          | Stensättning                |              | Köinge, Halland     |       | 57.036152, 12.647509 | 10147300110001 | Ladda upp en bild av detta fornminne |
| Köinge 13:1                          | Hög                         |              | Köinge, Halland     |       | 57.037561, 12.648078 | 10147300130001 | Ladda upp en bild av detta fornminne |
| Köinge 14:1                          | Stensättning                |              | Köinge, Halland     |       | 57.038315, 12.648622 | 10147300140001 | Ladda upp en bild av detta fornminne |
| Köinge 14:2                          | Stensättning                |              | Köinge, Halland     |       | 57.038394, 12.648910 | 10147300140002 | Ladda upp en bild av detta fornminne |
| Köinge 16:1                          | Stensättning                |              | Köinge, Halland     |       | 57.038743, 12.642529 | 10147300160001 | Ladda upp en bild av detta fornminne |
| Köinge 17:1                          | Gravfält                    |              | Köinge, Halland     |       | 57.041494, 12.642945 | 10147300170001 | Ladda upp en bild av detta fornminne |
| Köinge 18:1                          | Grav markerad av sten/block |              | Köinge, Halland     |       | 57.042106, 12.640751 | 10147300180001 | Ladda upp en bild av detta fornminne |
| Rosensparrestenen(nr2) (Köinge 27:1) | Hög                         |              | Köinge, Halland     |       | 57.056484, 12.643123 | 10147300270001 | Ladda upp en bild av detta fornminne |
| Köinge 32:1                          | Hög                         |              | Köinge, Halland     |       | 57.058266, 12.644931 | 10147300320001 | Ladda upp en bild av detta fornminne |
| Köinge 36:1                          | Hög                         |              | Köinge, Halland     |       | 57.064171, 12.643826 | 10147300360001 | Ladda upp en bild av detta fornminne |
| Köinge 37:1                          | Hällristning                |              | Köinge, Halland     |       | 57.058771, 12.641955 | 10147300370001 | Ladda upp en bild av detta fornminne |
| Köinge 40:1                          | Stensättning                |              | Köinge, Halland     |       | 57.061391, 12.651683 | 10147300400001 | Ladda upp en bild av detta fornminne |
| Köinge 41:1                          | Hög                         |              | Köinge, Halland     |       | 57.063376, 12.651674 | 10147300410001 | Ladda upp en bild av detta fornminne |
| Köinge 46:1                          | Stensättning                |              | Köinge, Halland     |       | 57.033439, 12.638324 | 10147300460001 | Ladda upp en bild av detta fornminne |
| Köinge 58:1                          | Stensättning                |              | Köinge, Halland     |       | 57.054268, 12.599829 | 10147300580001 | Ladda upp en bild av detta fornminne |